# Walking in the Rain
Walking in the Rain is een liedje, geschreven door het duo Barry Mann en Cynthia Weil in samenwerking met Phil Spector. Het werd in 1964 voor het eerst opgenomen door de Amerikaanse meidengroep The Ronettes onder leiding  van Phil Spector. Later werd het ook opgenomen door anderen, onder wie The Walker Brothers en Jay and the Americans.
De ik-figuur uit het liedje droomt over de geliefde die hij of zij ooit zal vinden en de dingen die ze samen zullen doen – zoals lopen door de regen.

## Versie van The Ronettes
De versie van The Ronettes werd in oktober 1964 als single uitgebracht en haalde de 23e plaats in de Billboard Hot 100. Het liedje is de enige productie van Spector die ooit genomineerd is voor een Grammy Award. Dat lag aan de geluidseffecten van Larry Levine, de geluidstechnicus die aan de opnamen meewerkte. De regen en donder op de achtergrond klinken levensecht.

## Versie van The Walker Brothers
The Walker Brothers namen het nummer in 1967 op, weer met regen en donder, en brachten het als single uit. De plaat haalde de 26e plaats in de UK Singles Chart, de Britse hitparade. Het was de laatste plaat die de groep uitbracht voor ze uit elkaar ging. Pas in 1975 verschenen er weer platen van de groep: de lp No Regrets en de gelijknamige single.

## Versie van Jay and the Americans
Jay and the Americans namen het nummer op voor hun album Wax Museum, Vol. 1, deze maal zonder geluidseffecten en onder een iets andere titel: Walkin’ in the Rain. Het nummer kwam als single uit in november 1969, een paar maanden vóór het album, dat uitkwam in februari 1970. De single was de laatste plaat van de groep die de Top 20 haalde en bereikte de 19e plaats in de Billboard Hot 100.

## Andere versies
Walking in the Rain van de Tribute to The Cats Band is een ander nummer. Wel gelijk zijn:
- Reparata and the Delrons als B-kant van de single Got Fear of Losing You van 1969.
- The Partridge Family op het album The Partridge Family Notebook uit 1972.
- Cheryl Ladd op haar album Cheryl Ladd uit 1978.
- Erasure op het album Other People's Songs uit 2003.